# Dominic Adiyiah
Dominic Adiyiah (Acra, Ghana, 29 de noviembre de 1989) es un futbolista ghanés. Juega de delantero y se encuentra sin equipo, tras dejar el Chiangmai United FC

## Trayectoria
La carrera del jugador se inicia en la Academia del Feyenoord que está en Acra, la capital ghanesa. Allí estuvo durante 6 años, hasta que se inició de manera profesional en el Heart of Lions de su país a los 17 años, a esa edad ya era llamado a las categorías inferiores de la selección ghanesa. Después de una espectacular campaña con su club, pasó al Fredrikstad FK de Noruega, pero nunca pudo adaptarse bien al idioma, al clima y a otras cosas. En septiembre de 2009 sin duda cambió su vida, con la disputa del Mundial Sub-20 en Egipto. Dada su gran campaña en el torneo, interesó al Milan, que pagó € 1.4 millones por su pase en octubre de 2009, convirtiéndose en el primer ghanés en jugar en el club lombardo. El 25 de agosto de 2010 es cedido al Reggina Calcio por un año.

## Selección nacional
En el torneo donde sin duda demostró sus capacidades como goleador fue en la Copa Mundial de Fútbol Sub-20 de 2009, donde fue quizás el más importante jugador en el título obtenido por Ghana. Fue el goleador del torneo por anotar 8 goles en 7 partidos jugados y además escogido como el mejor jugador del torneo.
El 18 de noviembre de 2009 fue citado por primera vez a la selección adulta, jugando 45 minutos en un amistoso contra Angola.
Fue citado para disputar con su selección la Copa Africana de Naciones de 2010

### Participaciones en Copas del Mundo
| Mundial                        | Sede      | Resultado        | Partidos | Goles |
| ------------------------------ | --------- | ---------------- | -------- | ----- |
| Mundial Sub-20 de 2009         | Egipto    | Campeón          | 7        | 8     |
| Copa Mundial de Fútbol de 2010 | Sudáfrica | Cuartos de final | 2        | 0     |

## Clubes
| Club                               | País       | Año       |
| ---------------------------------- | ---------- | --------- |
| Heart of Lions                     | Ghana      | 2007-2008 |
| Fredrikstad FK                     | Noruega    | 2008-2009 |
| A. C. Milan                        | Italia     | 2009-2010 |
| Reggina Calcio (Préstamo)          | Italia     | 2010-2011 |
| F. K. Partizan Belgrado (Préstamo) | Serbia     | 2011      |
| Karşıyaka S. K. (Préstamo)         | Turquía    | 2012      |
| Arsenal Kiev (Préstamo)            | Ucrania    | 2013-2014 |
| F. C. Atyrau                       | Kazajistán | 2014      |
| Nakhon Ratchasima F. C.            | Tailandia  | 2015-2018 |
| Sisaket F. C.                      | Tailandia  | 2018-2019 |
| Chiangmai United F. C.             | Tailandia  | 2019-2021 |

## Palmarés

### Copas internacionales
| Título              | Equipo | Año  |
| ------------------- | ------ | ---- |
| Copa Mundial Sub-20 | Ghana  | 2009 |

### Distinciones individuales
| Distinción                               | Año  |
| ---------------------------------------- | ---- |
| Bota de Oro del Mundial de Fútbol Sub-20 | 2009 |